# Canton de Sainte-Rose-1
Le canton de Sainte-Rose-1 est une circonscription électorale française située dans le département et région de la Guadeloupe.

## Histoire
Un nouveau découpage territorial de la Guadeloupe entre en vigueur à l'occasion des premières élections départementales suivant le décret du 24 février 2014. Les conseillers départementaux sont, à compter de ces élections, élus au scrutin majoritaire binominal mixte. Les électeurs de chaque canton élisent au Conseil départemental, nouvelle appellation du Conseil général, deux membres de sexe différent, qui se présentent en binôme de candidats. Les conseillers départementaux sont élus pour 6 ans au scrutin binominal majoritaire à deux tours, l'accès au second tour nécessitant 12,5 % des inscrits au 1er tour. En outre la totalité des conseillers départementaux est renouvelée. Ce nouveau mode de scrutin nécessite un redécoupage des cantons dont le nombre est divisé par deux avec arrondi à l'unité impaire supérieure si ce nombre n'est pas entier impair, assorti de conditions de seuils minimaux. Dans la Guadeloupe, le nombre de cantons passe ainsi de 40 à 21. Le canton de Saint-Rose-1 est agrandi par ce décret passant de 1 fraction de commune à 2 communes + 2 fractions.

## Ancien canton de Sainte-Rose
| Période | Période | Identité                      | Étiquette | Qualité                                                 |
| ------- | ------- | ----------------------------- | --------- | ------------------------------------------------------- |
| 1945    | 1958    | Virgile Chathuant (1887-1971) | SFIO      | Hôtelier restaurateur, maire de Sainte-Rose (1945-1959) |

## Canton de Sainte-Rose-1
| Période | Période      | Identité             | Étiquette             | Qualité |
| ------- | ------------ | -------------------- | --------------------- | --- |
| 1958    | 1987 (décès) | Charles Gabriel      | SFIO puis PS puis UDF | Entrepreneur Maire de Sainte-Rose (1959-1983) Suppléant du député Frédéric Jalton                                                                  |
| 1987    | 2001         | Daniel Jean          | PS puis GUSR          | Directeur d'école Vice-président du conseil général (1994-2001) Maire de Sainte-Rose (1983-1995) Suppléant du député Dominique Larifla (1988-1993) |
| 2002    | 2008         | Richard Yacou        | OG-UMP                | Proviseur de lycée Maire de Sainte-Rose (2001-2014) Suppléant du député Joël Beaugendre (2002-2007)                                                |
| 2008    | 2015         | Louis-Daniel Justine | GUSR                  | Professeur de mathématiques Conseiller municipal de Sainte-Rose                                                                                    |

### Représentation depuis 2015
| Période élective | Période élective | Mandat | Mandat   | Identité                         | Nuance | Nuance | Qualité |
| ---------------- | ---------------- | ------ | -------- | -------------------------------- | ------ | ------ | --- |
| 2015             | 2021             | 2015   | 2021     | Jeanny Marc                      |        | DVG    | Retraitée de l'enseignement Maire de Deshaies depuis 1995, membre du GUSR Députée (2007-2012) Vice-présidente du Conseil général (2001-2007) |
| 2015             | 2021             | 2015   | 2021     | M. Camille Élisabeth             |        | DVG    | Professeur d'éducation physique et sportive Conseiller municipal GUSR de Pointe-Noire                                                        |
| 2021             | 2028             | 2021   | en cours | Nicole de La Reberdière-Ramillon |        | LREM   | Cheffe d'entreprise, première adjointe au maire de Pointe-Noire                                                                              |
| 2021             | 2028             | 2021   | en cours | Fred Goubin                      |        | DVG    | Cadre, conseiller municipal GUSR de Deshaies                                                                                                 |

### Résultats détaillés

#### Élections de mars 2015
À l'issue du 1er tour des élections départementales de 2015, deux binômes sont en ballottage : Camille Élisabeth et Jeanny Marc (DVG, 41,76 %) et Max Mathiasin et Constance Seremes (PS, 40,50 %). Le taux de participation est de 45,42 % (7 022 votants sur 15 460 inscrits) contre 44,45 % au niveau départemental et 50,17 % au niveau national.
Au second tour, Camille Élisabeth et Jeanny Marc (DVG) sont élus avec 50,87 % des suffrages exprimés et un taux de participation de 42,14 % (4 114 voix pour 8 603 votants pour 15 460 inscrits).

#### Élections de juin 2021
Le premier tour des élections départementales de 2021 est marqué par un très faible taux de participation (33,26 % au niveau national). Dans le canton de Sainte-Rose-1, ce taux de participation est de 31,87 % (4 883 votants sur 15 322 inscrits) contre 30,59 % au niveau départemental. À l'issue de ce premier tour, deux binômes sont en ballottage : Nicole de La Reberdière-Ramillon et Fred Goubin (DVC, 54,01 %) et Alphonse Guillaume et Christine Rachon épouse Mazamba (Union à gauche, 25,22 %).
Le second tour des élections est marqué une nouvelle fois par une abstention massive équivalente au premier tour. Les taux de participation sont de 34,36 % au niveau national, 37,59 % dans le département et 40,57 % dans le canton de Sainte-Rose-1. Nicole de La Reberdière-Ramillon et Fred Goubin (DVC) sont élus avec 65,36 % des suffrages exprimés (3 716 voix pour 6 216 votants et 15 323 inscrits),,.

## Composition

### Composition avant 2015
Le canton de Sainte-Rose-1 comprenait une fraction de commune :
- Sainte-Rose, fraction de commune

### Composition depuis 2015
| Nom                                 | Code Insee | Intercommunalité       | Superficie (km2) | Population (dernière pop. légale)               | Densité (hab./km2) | Modifier                                    |
| ----------------------------------- | ---------- | ---------------------- | ---------------- | ----------------------------------------------- | ------------------ | ------------------------------------------- |
| Sainte-Rose (bureau centralisateur) | 97129      | CA du Nord Basse-Terre | 118,60           | Fraction : 2 828 (2022) Commune : 17 494 (2022) | 148                | modifier les données · modifier les données |
| Bouillante                          | 97106      | CA Grand Sud Caraïbe   | 43,46            | Fraction : 2 518 (2022) Commune : 6 381 (2022)  | 147                | modifier les données · modifier les données |
| Deshaies                            | 97111      | CA du Nord Basse-Terre | 31,10            | 3 792 (2022)                                    | 122                | modifier les données · modifier les données |
| Pointe-Noire                        | 97121      | CA du Nord Basse-Terre | 59,70            | 5 813 (2022)                                    | 97                 | modifier les données · modifier les données |
| Canton de Sainte-Rose-1             | 97118      |                        |                  | 14 951 (2022)                                   |                    | modifier les données                        |

Le canton de Sainte-Rose-1 regroupe :
1. deux communes entières,
2. la partie de la commune de Sainte-Rose située à l'ouest d'une ligne définie par l'axe des voies et limites suivantes : depuis le point du littoral à proximité du lieu-dit Plessis-Nogent le plus proche de la route nationale 2, ligne droite reliant ce point au chemin de Davidson (direction Sud-Ouest), chemin de Davidon (inclus) et son prolongement en ligne droite, parallèlement au chemin de Solitude (direction Sud-Ouest), jusqu'à la limite territoriale des communes de Deshaies et de Pointe-Noire.
3. la partie de la commune de Bouillante située au nord d'une ligne définie par l'axe des voies et limites suivantes : depuis le littoral occidental, rivière Celleron, route de la Lézarde (direction Sud-Ouest), rue René-Turlet (direction Sud), rue Maurice-Selbonne (direction Sud-Est), chemin Deravin, segment de 89 mètres, chemin sans nom correspondant à la ligne de 838 mètres, la rivière Bourceau (direction Sud-Est), cours d'eau ravine Concession, segment de 548 mètres prolongé jusqu'à la limite territoriale de la commune de Vieux-Habitants.

## Démographie
En 2022, le canton comptait 14 951 habitants, en évolution de −8,61 % par rapport à 2016 (Guadeloupe : −2,67 %, France hors Mayotte : +2,11 %).
| 2013   | 2018   | 2022   |
| ------ | ------ | ------ |
| 16 958 | 15 910 | 14 951 |